# Campeonato Peruano de Fútbol de 1928
El Campeonato Peruano de Fútbol de 1928, denominado como «XIII Campeonato de la Liga Provincial de Football de Lima 1928», fue la edición número 13 de la Primera División Peruana, 3.ª edición realizada por la FPF y la 13.ª edición desde creada la ADFP. Se desarrolló entre el 27 de mayo y 1 de noviembre de 1928, con la participación de diecinueve equipos. El campeón fue Alianza Lima, quien logró su cuarto título de Primera División. El torneo dividió a los participantes en dos grupos. Cada grupo se jugó en una ronda con un sistema de todos contra todos. Al final, los dos primeros que terminasen arriba de la tabla clasificaban a la liguilla por el título y los tres últimos jugaban por el descenso.
En la última fecha, el Alianza Lima y la Federación Universitaria empataron en puntaje el primer lugar, el campeón se definiría en un partido extra que resultó empatado 1:1. Por lo tanto, se tuvo que jugar un segundo partido de desempate y Alianza Lima se impuso por una diferencia de 2:0. Esta definición fue la primera final de la historia del futbol peruano.
Los equipos que perdieron la categoría, descendieron a la Primera División B 1929.

## Ascensos
| Club                     | Ascendido como                                     |
| ------------------------ | -------------------------------------------------- |
| Sportivo Unión           | 1º de la Primera Serie de División Intermedia 1927 |
| Alberto Secada           | 2º de la Primera Serie de División Intermedia 1927 |
| Lawn Tennis              | 3º de la Primera Serie de División Intermedia 1927 |
| Alianza Callao           | 1º de la Segunda Serie de División Intermedia 1927 |
| Jorge Chávez             | 2º de la Segunda Serie de División Intermedia 1927 |
| Unión Santa Catalina     | 3º de la Segunda Serie de División Intermedia 1927 |
| Unión Fútbol Club        | 4º de la Segunda Serie de División Intermedia 1927 |
| Alianza Chorrillos       | 1º de la Tercera Serie de División Intermedia 1927 |
| Jorge Washington         | 2º de la Tercera Serie de División Intermedia 1927 |
| José Olaya               | 3º de la Tercera Serie de División Intermedia 1927 |
| Federación Universitaria | Invitado de la Federación Peruana de Fútbol        |

## Equipos participantes
| Club                          | Ciudad     | Entrenador         |
| ----------------------------- | ---------- | ------------------ |
| Alberto Secada                | Callao     |                    |
| Alianza Callao                | Callao     |                    |
| Alianza Chorrillos            | Chorrillos |                    |
| Alianza Lima                  | Lima       | Guillermo Rivero   |
| Association Alianza           | Lima       |                    |
| Atlético Chalaco              | Callao     | Telmo Carbajo      |
| Ciclista Lima                 | Lima       |                    |
| Circolo Sportivo Italiano     | Lima       |                    |
| Federación Universitaria      | Lima       | Mario de las Casas |
| Jorge Chávez                  | Callao     |                    |
| Jorge Washington              | Callao     |                    |
| José Olaya                    | Chorrillos |                    |
| Lawn Tennis de la Exposición  | Lima       | Raúl Blanco        |
| Sport Progreso                | Lima       |                    |
| Sportivo Unión                | Lima       |                    |
| Sportivo Tarapacá Ferrocarril | Lima       |                    |
| Unión Buenos Aires            | Callao     | Juan Arce Rojas    |
| Unión Fútbol Club             | Lima       |                    |
| Unión Santa Catalina          | Lima       |                    |

## Grupo 1
| P | Equipo                        | PJ | PG | PE | PP | GF | GC | DG  | PTS |
| - | ----------------------------- | -- | -- | -- | -- | -- | -- | --- | --- |
| 1 | Alianza Lima                  | 8  | 8  | 0  | 0  | 26 | 6  | +20 | 16  |
| 2 | Atlético Chalaco              | 8  | 6  | 0  | 2  | 26 | 15 | +11 | 12  |
| 3 | Sportivo Tarapacá Ferrocarril | 8  | 5  | 1  | 2  | 15 | 6  | +9  | 11  |
| 4 | Sportivo Unión                | 8  | 4  | 1  | 3  | 11 | 11 | 0   | 9   |
| 5 | Alianza Chorrillos            | 8  | 3  | 1  | 4  | 14 | 22 | –8  | 7   |
| 6 | Unión Santa Catalina          | 8  | 3  | 0  | 5  | 11 | 13 | –2  | 6   |
| 7 | Lawn Tennis de la Exposición  | 8  | 2  | 1  | 5  | 12 | 15 | –3  | 5   |
| 8 | Association Alianza           | 8  | 1  | 2  | 5  | 10 | 17 | –7  | 4   |
| 9 | Alberto Secada                | 8  | 1  | 0  | 7  | 4  | 24 | –20 | 2   |

|  | Liguilla por el título     |
|  | Liguilla de promoción      |
|  | Desciende a Primera B 1929 |

### Resultados
| Local \ Visitante            | SEC | ACH | ALI | ASS | CHA | TEN | TAR | SUN | USC |
| ---------------------------- | --- | --- | --- | --- | --- | --- | --- | --- | --- |
| Alberto Secada               |     | 1–4 | 2–5 | —   | —   | 1–4 | —   | —   | 0–6 |
| Alianza Chorrillos           | —   |     | —   | 3–3 | —   | 3–4 | 1–3 | 5–1 | —   |
| Alianza Lima                 | —   | 9–1 |     | 1–0 | 3–1 | 3–0 | —   | —   | 4–1 |
| Association Alianza          | 1–2 | —   | —   |     | —   | 1–1 | 2–1 | 0–0 | —   |
| Atlético Chalaco             | 2–1 | 3–0 | —   | 5–2 |     | —   | —   | 2–0 | 6–0 |
| Lawn Tennis de la Exposición | —   | —   | —   | —   | 2–5 |     | 2–4 | —   | 1–3 |
| Sportivo Tarapacá            | 8–0 | —   | 1–3 | —   | 4–1 | —   |     | 1–1 | —   |
| Sportivo Unión               | 1–0 | —   | 1–5 | —   | —   | 2–1 | —   |     | 3–2 |
| Unión Santa Catalina         | —   | 1–2 | —   | 2–1 | —   | —   | 0–1 | —   |     |

## Grupo 2
| P  | Equipo                    | PJ | PG | PE | PP | GF | GC | DG  | PTS |
| -- | ------------------------- | -- | -- | -- | -- | -- | -- | --- | --- |
| 1  | Sport Progreso            | 9  | 7  | 1  | 1  | 14 | 10 | +4  | 15  |
| 2  | Federación Universitaria  | 9  | 5  | 3  | 1  | 20 | 6  | +14 | 13  |
| 3  | Circolo Sportivo Italiano | 9  | 5  | 3  | 1  | 15 | 8  | +7  | 13  |
| 4  | Ciclista Lima             | 9  | 5  | 2  | 2  | 14 | 9  | +5  | 12  |
| 5  | Unión Buenos Aires        | 9  | 5  | 1  | 3  | 14 | 10 | +4  | 11  |
| 6  | Jorge Washington          | 9  | 4  | 1  | 4  | 21 | 9  | +12 | 9   |
| 7  | Jorge Chávez              | 9  | 4  | 1  | 4  | 12 | 10 | +2  | 9   |
| 8  | Alianza Callao            | 9  | 2  | 2  | 5  | 12 | 14 | –2  | 6   |
| 9  | José Olaya                | 9  | 0  | 1  | 8  | 8  | 29 | –21 | 1   |
| 10 | Unión Fútbol Club         | 9  | 0  | 1  | 8  | 7  | 32 | –25 | 1   |

|  | Liguilla por el título     |
|  | Liguilla de promoción      |
|  | Desciende a Primera B 1929 |

### Resultados
| Local \ Visitante         | ACA | CIC | CSI | UNI | JCH | JWA | OLA | PRO | UBA | UFC |
| ------------------------- | --- | --- | --- | --- | --- | --- | --- | --- | --- | --- |
| Alianza Callao            |     | —   | —   | 0–3 | 0–2 | 1–4 | —   | —   | 1–2 | —   |
| Ciclista Lima             | 1–1 |     | —   | —   | 2–1 | 2–0 | 4–1 | —   | —   | 4–0 |
| Circolo Sportivo Italiano | 2–2 | 4–2 |     | 3–1 | —   | 1–0 | 2–1 | —   | —   | 4–0 |
| Federación Universitaria  | —   | 0–0 | —   |     | —   | —   | —   | —   | 2–0 | —   |
| Jorge Chávez              | —   | —   | 0–0 | 0–2 |     | —   | 4–3 | —   | —   | 1–0 |
| Jorge Washington          | —   | —   | —   | 2–2 | 4–1 |     | 4–0 | —   | —   | 7–3 |
| José Olaya                | 2–5 | —   | —   | 0–7 | —   | —   |     | —   | —   | 2–2 |
| Sport Progreso            | 4–2 | 3–1 | 1–0 | 1–1 | 3–2 | 4–2 | 3–2 |     | —   | —   |
| Unión Buenos Aires        | —   | 0–2 | 2–2 | —   | 1–4 | 2–0 | 5–0 | 3–1 |     | 4–1 |
| Unión FC                  | 0–7 | —   | —   | 1–5 | —   | —   | —   | 1–2 | —   |     |

## Liguilla de promoción
Fue jugada por 3 equipos de Primera División (Jorge Washington, Jorge Chávez y Unión Santa Catalina) y el campeón de la División Intermedia 1928 (Sporting Tabaco).
| P | Equipo               | PJ | PG | PE | PP | PTS |
| - | -------------------- | -- | -- | -- | -- | --- |
| 1 | Jorge Chávez         | 3  | 3  | 0  | 0  | 6   |
| 2 | Sporting Tabaco      | 3  | 2  | 0  | 1  | 4   |
| 3 | Jorge Washington     | 3  | 1  | 0  | 2  | 2   |
| 4 | Unión Santa Catalina | 3  | 0  | 0  | 3  | 0   |

|  | Primera División 1929 |
|  | Primera B 1929        |

### Resultados
| Local \ Visitante    | JCH | WAS | TAB | SCA |
| -------------------- | --- | --- | --- | --- |
| Jorge Chávez         |     | —   | —   | —   |
| Jorge Washington     | —   |     | —   | —   |
| Sporting Tabaco      | —   | —   |     | 6–0 |
| Unión Santa Catalina | —   | —   | —   |     |

## Liguilla final
| P | Equipo                    | PJ | PG | PE | PP | GF | GC | DG | PTS |
| - | ------------------------- | -- | -- | -- | -- | -- | -- | -- | --- |
| 1 | Alianza Lima              | 4  | 3  | 0  | 1  | 7  | 4  | +3 | 6   |
| 2 | Federación Universitaria  | 4  | 3  | 0  | 1  | 7  | 4  | +3 | 6   |
| 3 | Atlético Chalaco          | 4  | 2  | 0  | 2  | 6  | 6  | 0  | 4   |
| 4 | Sport Progreso            | 4  | 1  | 1  | 2  | 8  | 8  | 0  | 3   |
| 5 | Circolo Sportivo Italiano | 4  | 0  | 1  | 3  | 5  | 11 | –6 | 1   |

### Resultados
| Local \ Visitante         | ALI | CHA | CSI | UNI | PRO |
| ------------------------- | --- | --- | --- | --- | --- |
| Alianza Lima              |     | —   | 3–1 | 0–1 | —   |
| Atlético Chalaco          | 1–2 |     | —   | —   | 3–2 |
| Circolo Sportivo Italiano | —   | 1–2 |     | 1–4 | —   |
| Federación Universitaria  | —   | 1–0 | —   |     | 1–3 |
| Sport Progreso            | 1–2 | —   | 2–2 | —   |     |

## Final nacional
| 21 de octubre de 1928 | Alianza Lima      | 1:1 (1:0) | Federación Universitaria | Estadio Nacional, Lima                                               |                                                                      |
|                       | García 42' (pen.) | Reporte   | 65' Góngora              | Asistencia: Sin datos sobre espectadores Árbitro(s): Domingo Donayre | Asistencia: Sin datos sobre espectadores Árbitro(s): Domingo Donayre |

| 1 de noviembre de 1928 | Alianza Lima            | 2:0 (0:0) | Federación Universitaria | Estadio Nacional, Lima                                      |                                                             |
|                        | Bulnes 46' · Rivero 67' | Reporte   |                          | Asistencia: 15 000 espectadores Árbitro(s): Domingo Donayre | Asistencia: 15 000 espectadores Árbitro(s): Domingo Donayre |

### Partido de vuelta
| 1     | POR   | Eugenio Segalá     |  |
| 4     | DEF   | Domingo García     |  |
| 2     | DEF   | Juan Rostaing      |  |
| 6     | DEF   | Filomeno García    |  |
| 3     | DEF   | Julio Quintana     |  |
| 8     | MED   | Julio García       |  |
| 5     | MED   | Miguel Rostaing    |  |
| 11    | MED   | Guillermo Rivero   |  |
| 10    | DEL   | Juan Bulnes        |  |
| 7     | DEL   | José María Lavalle |  |
| 9     | DEL   | Jorge Koochoi      |  |
| D. T. | D. T. | Guillermo Rivero   |  |

| 1     | POR   | Jorge Alba             |  |
| 4     | DEF   | Abraham Rubio          |  |
| 2     | DEF   | Mario De Las Casas     |  |
| 6     | DEF   | Eduardo Astengo        |  |
| 3     | DEF   | Plácido Galindo        |  |
| 6     | MED   | Alberto Denegri        |  |
| 5     | MED   | Luis de Souza Ferreira |  |
| 11    | MED   | Juan Ruiz              |  |
| 10    | DEL   | Jorge Góngora          |  |
| 7     | DEL   | Francisco Sabroso      |  |
| 9     | DEL   | Pablo Pacheco          |  |
| D. T. | D. T. | Mario De Las Casas     |  |

| 46' · 67' | Juan Bulnes Guillermo Rivero | 1:0 2:0 |

| Principal | Domingo Donayre |

| 1     | POR   | Eugenio Segalá     |  |
| 4     | DEF   | Domingo García     |  |
| 2     | DEF   | Juan Rostaing      |  |
| 6     | DEF   | Filomeno García    |  |
| 3     | DEF   | Julio Quintana     |  |
| 8     | MED   | Julio García       |  |
| 5     | MED   | Miguel Rostaing    |  |
| 11    | MED   | Guillermo Rivero   |  |
| 10    | DEL   | Juan Bulnes        |  |
| 7     | DEL   | José María Lavalle |  |
| 9     | DEL   | Jorge Koochoi      |  |
| D. T. | D. T. | Guillermo Rivero   |  |

| 1     | POR   | Jorge Alba             |  |
| 4     | DEF   | Abraham Rubio          |  |
| 2     | DEF   | Mario De Las Casas     |  |
| 6     | DEF   | Eduardo Astengo        |  |
| 3     | DEF   | Plácido Galindo        |  |
| 6     | MED   | Alberto Denegri        |  |
| 5     | MED   | Luis de Souza Ferreira |  |
| 11    | MED   | Juan Ruiz              |  |
| 10    | DEL   | Jorge Góngora          |  |
| 7     | DEL   | Francisco Sabroso      |  |
| 9     | DEL   | Pablo Pacheco          |  |
| D. T. | D. T. | Mario De Las Casas     |  |

| 46' · 67' | Juan Bulnes Guillermo Rivero | 1:0 2:0 |

| Principal | Domingo Donayre |

| 1     | POR   | Eugenio Segalá     |  |
| 4     | DEF   | Domingo García     |  |
| 2     | DEF   | Juan Rostaing      |  |
| 6     | DEF   | Filomeno García    |  |
| 3     | DEF   | Julio Quintana     |  |
| 8     | MED   | Julio García       |  |
| 5     | MED   | Miguel Rostaing    |  |
| 11    | MED   | Guillermo Rivero   |  |
| 10    | DEL   | Juan Bulnes        |  |
| 7     | DEL   | José María Lavalle |  |
| 9     | DEL   | Jorge Koochoi      |  |
| D. T. | D. T. | Guillermo Rivero   |  |

| 1     | POR   | Jorge Alba             |  |
| 4     | DEF   | Abraham Rubio          |  |
| 2     | DEF   | Mario De Las Casas     |  |
| 6     | DEF   | Eduardo Astengo        |  |
| 3     | DEF   | Plácido Galindo        |  |
| 6     | MED   | Alberto Denegri        |  |
| 5     | MED   | Luis de Souza Ferreira |  |
| 11    | MED   | Juan Ruiz              |  |
| 10    | DEL   | Jorge Góngora          |  |
| 7     | DEL   | Francisco Sabroso      |  |
| 9     | DEL   | Pablo Pacheco          |  |
| D. T. | D. T. | Mario De Las Casas     |  |

| 46' · 67' | Juan Bulnes Guillermo Rivero | 1:0 2:0 |

| Principal | Domingo Donayre |

| 1     | POR   | Eugenio Segalá     |  |
| 4     | DEF   | Domingo García     |  |
| 2     | DEF   | Juan Rostaing      |  |
| 6     | DEF   | Filomeno García    |  |
| 3     | DEF   | Julio Quintana     |  |
| 8     | MED   | Julio García       |  |
| 5     | MED   | Miguel Rostaing    |  |
| 11    | MED   | Guillermo Rivero   |  |
| 10    | DEL   | Juan Bulnes        |  |
| 7     | DEL   | José María Lavalle |  |
| 9     | DEL   | Jorge Koochoi      |  |
| D. T. | D. T. | Guillermo Rivero   |  |

| 1     | POR   | Jorge Alba             |  |
| 4     | DEF   | Abraham Rubio          |  |
| 2     | DEF   | Mario De Las Casas     |  |
| 6     | DEF   | Eduardo Astengo        |  |
| 3     | DEF   | Plácido Galindo        |  |
| 6     | MED   | Alberto Denegri        |  |
| 5     | MED   | Luis de Souza Ferreira |  |
| 11    | MED   | Juan Ruiz              |  |
| 10    | DEL   | Jorge Góngora          |  |
| 7     | DEL   | Francisco Sabroso      |  |
| 9     | DEL   | Pablo Pacheco          |  |
| D. T. | D. T. | Mario De Las Casas     |  |

| 46' · 67' | Juan Bulnes Guillermo Rivero | 1:0 2:0 |

| Principal | Domingo Donayre |

|                         |
| Bicampeón Nacional      |
| Alianza Lima 4.º título |
|                         |

## Máximos goleadores
| Jugador                                   | Equipo                   | Goles |
| ----------------------------------------- | ------------------------ | ----- |
| Alejandro Villanueva                      | Alianza Lima             | 10    |
| Jorge Koochoi                             | Alianza Lima             | 7     |
| Alberto Montellanos                       | Alianza Lima             | 7     |
| Pablo Pacheco                             | Federación Universitaria | 6     |
| Manuel Puente                             | Atlético Chalaco         | 6     |
| Luis de Souza                             | Federación Universitaria | 5     |
| Julio Ramírez                             | Sport Progreso           | 5     |
| Jorge Góngora                             | Federación Universitaria | 5     |
| Última actualización: 23 de julio de 2019 |                          |       |